# Douaga
Douaga est une localité située dans le département de Pissila de la province du Sanmatenga dans la région Centre-Nord au Burkina Faso.

## Géographie
Constitué de plusieurs centres d'habitation dispersés, Douaga se trouve à 3 km au sud de Ouanobian, à 5 km au sud-est de Firka, à 10 km au nord-est de Pissila, le chef-lieu du département, ainsi qu'à environ 42 km au nord-est de Kaya, la capitale régionale. Le village est situé à 13 km au sud de la route nationale 3, un axe important reliant à Tougouri à Kaya.
Douaga inclut administrativement le village de Kogwédogo.

## Économie
L'agro-pastoralisme est l'activité principale de Douaga.

## Éducation et santé
Le centre de soins le plus proche de Douaga est le centre de santé et de promotion sociale (CSPS) de Firka tandis que le centre hospitalier régional (CHR) se trouve à Kaya.
Le village possède une école primaire publique tandis que le collège d'enseignement général (CEG) est à Ouanobian et que le lycée départemental est à Pissila.